# Sea Hawk
Sea Hawk es un videojuego publicado en 1983 por la empresa Panda Computer Games para la consola Atari 2600. Es considerado uno de los peores videojuegos que se hizo para ese sistema. Básicamente, el objetivo del juego es destruir a los helicópteros y barcos que le disparan al avión del jugador. Sólo aparece una unidad de cada tipo de enemigo, apareciendo otro en su lugar si el jugador los destruye. La dificultad nunca varía. Si el avión del jugador es destruido por fuego enemigo, el piloto tendrá la oportunidad de aterrizar con su paracaídas en un barco amigo.